# The Soul Mate
The Soul Mate è un cortometraggio muto del 1914 diretto da Francis J. Grandon. Prodotto dalla Selig, aveva come interpreti Charles Wheelock, Barney Furey, Pauline Sain, Lafayette McKee.

## Trama
Sally, una bella e ingenua lavandaia, è facile preda di un chiromante ciarlatano che le annuncia che la sua "anima gemella" è legata al colore viola. Pur se innamorata di Dan Maguire, l'autista della ditta, Sally si rende conto che lui è troppo affezionato al rosso, cosa che a lei provoca grande dispiacere. Un giorno, in lavanderia arrivano delle camicie quasi tutte di colore viola. Lei, allora, decide di mandare un messaggio al proprietario di quelle camicie e, su un polsino, gli scrive di sentire in lui la sua "anima gemella". Le camicie appartengono a Gordon West, un giovane del bel mondo. Uno dei suoi conoscenti vede la scritta, rintraccia l'autrice del messaggio e, spacciandosi per essere lui la sua "anima gemella", la invita a incontrarlo nel parco. Sally è stupita e arrabbiata scoprendo che il giovanotto ha nei suoi riguardi delle intenzioni molto poco onorevoli. Così, la volta seguente, nasconde tra le camicie pulite un biglietto dove chiede a West di non importunarla più. West trova il biglietto, trova il mascalzone che si è fatto passare per lui, lo punisce severamente e poi si reca alla lavanderia dove insegna a Sally cosa siano le "anime gemelle". Riportata alla ragione, Sally gli presenta Dan che, per l'occasione, sfoggia una bella cravatta rosso fuoco.

## Produzione
Il film fu prodotto dalla Selig Polyscope Company.

## Distribuzione
Distribuito dalla General Film Company, il film - un cortometraggio in una bobina - uscì nelle sale cinematografiche statunitensi il 12 dicembre 1914.